# خاندان هاشیبا

مون خاندان هاشیبا

خاندان هاشیبا (به ژاپنی: 羽柴氏) یکی از خاندان‌های ژاپنی در طی دوره سنگوکو بود. هاشیبا هیده‌یوشی در ابتدا نام خانوادگی «کینوشیتا» داشت. احتمالاً در سال ۱۵۷۳ به عنوان پاداش در ازای خدمات به اودا نوبوناگا این نام خانوادگی به وی داده شد.